# استرلی‌باشوو
استرلی‌باشوو (انگلیسی: Sterlibashevo) یک شهرک در شهرستان استرلیباشفسکی استان باشقیرستان کشور روسیه است.